# Marco Chiudinelli
Marco Chiudinelli (Basilea, 10 de setembre de 1981) és un tennista professional suís retirat.
La seua carrera professional ha transcorregut majorment en el circuit de challengers encara que ha tingut diverses incursions en el nivell màxim del tennis mundial. En la modalitat de dobles va obtenir els seus millors resultats a l'arribar a dos finals de torneigs ATP. Es destaca més sobre superfícies ràpides. El fet més destacat de la seva carrera fou que va formar part de l'equip suís de Copa Davis que va guanyar l'edició de 2014, tot i que en la final no va disputar cap partit.
Al final de la temporada 2017 va anunciar la seva retirada del tennis professional després de participar en el torneig de la seva ciutat natal, a causa d'una plaga de lesions que va patir.

## Biografia
Fill de Lorenzo i Reni, ambdós informàtics. Va créixer a Münchenstein i es va formar al Basel Lawn Tennis Club, on va conèixer Roger Federer i van esdevenir amics i companys de malifetes i indisciplines. En l'etapa adolescent, ambdós es van establir en un pist de Biel/Bienne junt a Yves Allegro. Posteriorment es va traslladar a Halle (Alemanya), ja en solitari.

## Palmarès

### Dobles masculins: 4 (1−3)
| Llegenda (pre/post 2009)                                 |
| -------------------------------------------------------- |
| Grand Slams (0−0)                                        |
| Tennis Masters Cup / ATP Finals (0−0)                    |
| ATP Masters Series / ATP World Tour Masters 1000 (0−0)   |
| ATP International Series Gold / ATP World Tour 500 (0−0) |
| ATP International Series / ATP World Tour 250 (1−3)      |

| Títols per superfície |
| --------------------- |
| Dura (0−0)            |
| Gespa (0−2)           |
| Terra batuda (1−1)    |

| Resultat  | Núm. | Data                 | Torneig         | Superfície   | Parella              | Oponents                              | Marcador          |
| --------- | ---- | -------------------- | --------------- | ------------ | -------------------- | ------------------------------------- | ----------------- |
| Finalista | 1.   | 16 de juliol de 2006 | Gstaad, Suïssa  | Terra batuda | Jean-Claude Scherrer | Jiří Novák Andrei Pavel               | 3−6, 1−6          |
| Finalista | 2.   | 14 de juny de 2009   | Halle, Alemanya | Gespa        | Andreas Beck         | Christopher Kas Philipp Kohlschreiber | 3−6, 4−6          |
| Guanyador | 1.   | 2 d'agost de 2009    | Gstaad          | Terra batuda | Michael Lammer       | Jaroslav Levinský Filip Polášek       | 7−5, 6−3          |
| Finalista | 3.   | 15 de juny de 2014   | Halle (2)       | Gespa        | Roger Federer        | Andre Begemann Julian Knowle          | 6−1, 5−7, [10−12] |

### Equips: 1 (1−0)
| Resultat  | Núm. | Data                      | Torneig                   | Superfície       | Equip                                           | Oponents                                                         | Marcador |
| --------- | ---- | ------------------------- | ------------------------- | ---------------- | ----------------------------------------------- | ---------------------------------------------------------------- | -------- |
| Guanyador | 1.   | 21−23 de novembre de 2014 | Copa Davis, Lilla, França | Terra batuda (i) | Roger Federer Michael Lammer Stanislas Wawrinka | Julien Benneteau Richard Gasquet Gaël Monfils Jo-Wilfried Tsonga | 3−1      |

## Trajectòria

### Individual
| Torneig | 2002 | 2003 | 2004 | 2005 | 2006 | 2007 | 2008 | 2009  | 2010  | 2011 | 2012 | 2013 | 2014 | 2015 | 2016 | 2017 | Títols  | V – D   |
| --- | ---- | ---- | ---- | ---- | ---- | ---- | ---- | ----- | ----- | ---- | ---- | ---- | ---- | ---- | ---- | ---- | ------- | ------- |
| Open d'Austràlia | A    | Q1   | A    | Q1   | A    | 1R   | A    | Q3    | 2R    | Q1   | A    | Q3   | Q1   | A    | Q2   | Q1   | 0 / 2   | 1 – 2   |
| Roland Garros | Q1   | A    | Q2   | Q1   | A    | A    | A    | A     | 2R    | Q1   | Q1   | A    | Q1   | A    | Q1   | Q1   | 0 / 1   | 1 – 1   |
| Wimbledon | Q1   | Q1   | Q2   | Q2   | A    | A    | A    | Q2    | 1R    | Q3   | Q2   | Q1   | Q3   | Q2   | Q1   | Q1   | 0 / 1   | 0 – 1   |
| US Open | Q2   | A    | Q1   | A    | 3R   | A    | A    | 3R    | 2R    | Q2   | Q1   | Q1   | 1R   | Q3   | 2R   | Q2   | 0 / 5   | 6 – 5   |
| Total Victòries–Derrotes                                                                                                   | 0−0  | 0−1  | 4−7  | 2−3  | 5−5  | 3−3  | 0−1  | 10−13 | 14−29 | 3−4  | 4−10 | 1−5  | 0−4  | 1−3  | 3−5  | 2−5  | 52 – 98 | 52 – 98 |
| Rànquing a final d'any | 256  | 289  | 142  | 287  | 155  | 487  | 605  | 56    | 117   | 177  | 146  | 173  | 211  | 282  | 120  | 418  |         |         |
| Llegenda: G: Guanyador; F: Finalista; SF: Semifinalista; QF: Quarts de final; Q: Qualificació; A: Absent; RR: Round Robin; |      |      |      |      |      |      |      |       |       |      |      |      |      |      |      |      |         |         |

### Dobles masculins
| Open d'Austràlia | A   | A   | A   | A   | A   | A   | A   | 1R   | A   | 0 / 1   | 0 – 1   |
| Roland Garros | A   | A   | A   | A   | A   | A   | 1R  | 1R   | A   | 0 / 2   | 0 – 2   |
| Wimbledon | 1R  | A   | A   | A   | A   | A   | A   | 1R   | A   | 0 / 2   | 0 – 2   |
| US Open | A   | A   | A   | A   | A   | A   | A   | 2R   | A   | 0 / 1   | 1 – 1   |
| Total Victòries–Derrotes                                                                                                   | 2−3 | 2−2 | 0−0 | 2−2 | 1−2 | 0−0 | 6−6 | 6−15 | 1−3 | 27 – 55 | 27 – 55 |
| Rànquing a final d'any | 174 | 177 | 476 | 151 | 604 | 591 | 149 | 203  | 490 |         |         |
| Llegenda: G: Guanyador; F: Finalista; SF: Semifinalista; QF: Quarts de final; Q: Qualificació; A: Absent; RR: Round Robin; |     |     |     |     |     |     |     |      |     |         |         |